# Cyrtandra urceolata
Cyrtandra urceolata är en tvåhjärtbladig växtart som beskrevs av Charles Baron Clarke. Cyrtandra urceolata ingår i släktet Cyrtandra och familjen Gesneriaceae. Inga underarter finns listade i Catalogue of Life.